# 호텝스
호텝스(Hoteps)는 고대 이집트를 흑인 자긍심의 원천으로 사용하는 미국 흑인 하위문화의 일종이다. 고대 이집트가 인종적으로 균질한 흑인문명이었다고 주장한다.

## 같이 보기
- 네이션 오브 이슬람